# Zonă erogenă

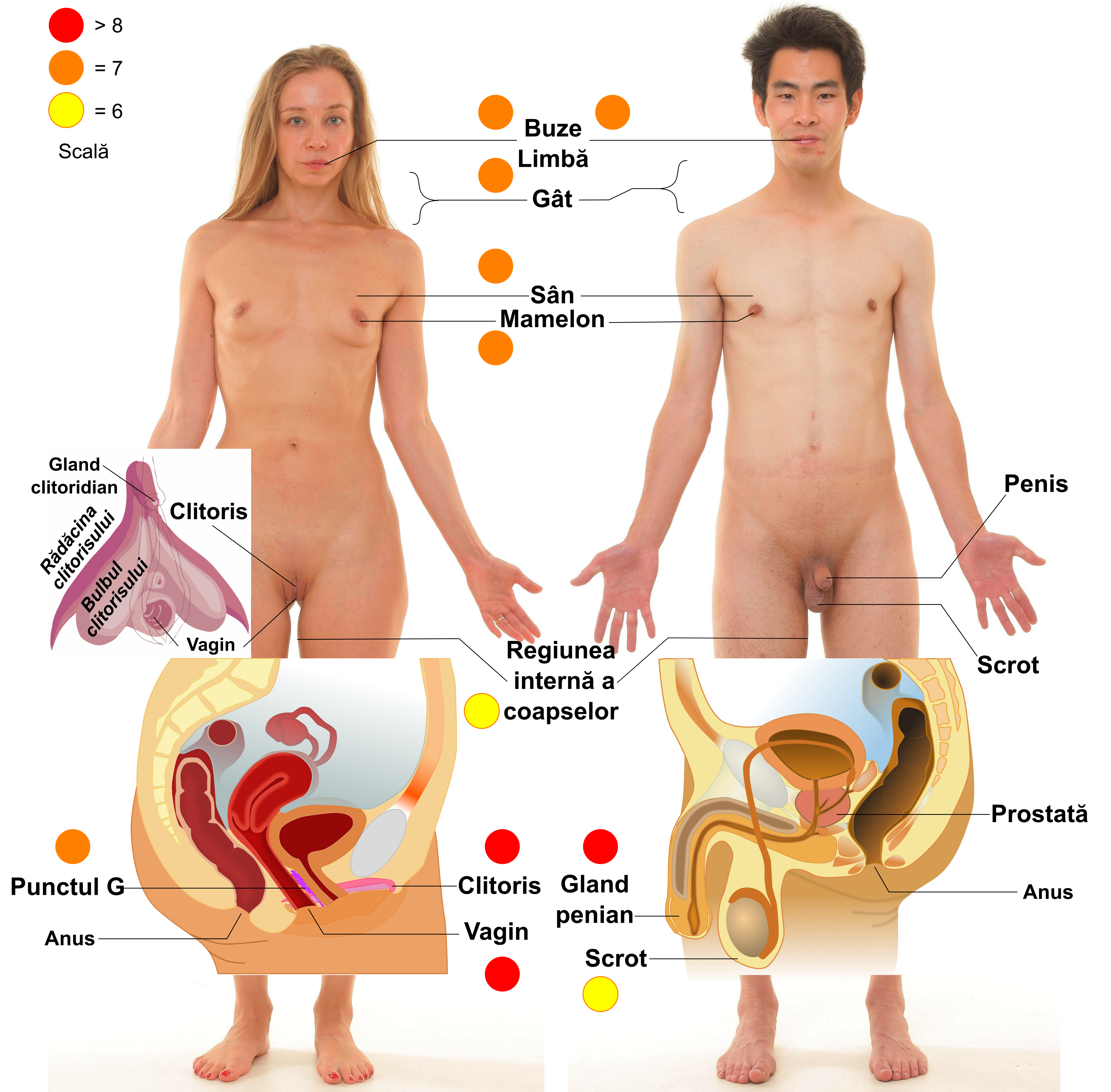
Zone erogene

Zonele erogene sunt părțile ale corpului uman care sunt mai susceptibile a produce o excitație sexuală. Câteva dintre zonele cele mai comune care pot fi diferite de la individ la individ, sunt penisul, clitorisul,  scrotul, sfârcul sânilor, buzele, zonele axilare, muntele lui Venus și buzele vaginului.

## Anatomia zonelor erogene
Sunt două categorii de bază acceptate de oameni de știință: zonele erogene nespecifice și cele specifice. Lista următoare nu este completă.

## Zone nespecifice
Cuprinse în această categorie sunt părtile corpului cu mulți nervi în general (gâtul, subsuoara, etc).

## Zone specifice

### Organele genitale

#### Feminine
- clitorisul
- vaginul
- punctul G
- perineul

#### Masculine
- penisul
- prepuțul
- scrotul
- perineul

### Alte
- sânii
- anusul
- degetele
- buzele
- ochii